# クノー工業
クノー工業株式会社（クノーこうぎょう、Kunoh Ltd. ）は、かつて東京都品川区西五反田に本社を置いていた自動二輪用ヘルメット・シールド・ゴーグルなどを製造販売していた企業である。

## 概要
1947年9月に工業用ヘルメット製造メーカーとして設立される。主に官公庁向けとして警視庁や各府県の警察用の二輪乗務員用や消防署の救急隊員用安全帽や海上保安庁用安全帽を製造していた。その後は自動二輪の全国的普及により、同社の社長である瀬田孝明の名を取ってブランド名を「セタ（Seta ）」とし、ハーフカップタイプからフルフェイスまで、またスポーツ用など様々なタイプのヘルメットを量産してゆくことになる。
デザインが非常に特徴的で、戦闘機のパイロットが被るタイプのもの、同社が公官庁向けに製造していたものをアレンジしたハイウェイパトロールタイプや、ジェットタイプのものはアメリカンタイプを基調とした帽体の小柄なもの、フルフェイスタイプでも顎の部分が鋭利になっているものなど、風防用シールドでもそのデザインは話題になっていた。
しかしその一方で1990年代以降になるとヘルメットの安全性の他に、徐々に他のメーカーが取り入れつつあった帽体の内装洗浄が可能になった快適性を謳い文句にする製品が現れ出すと、従来の旧式デザイン一辺倒で勝負してきた同社に対する逆風が強まり始め、売れ行きが徐々に下降線をたどり始める。次第に業績が悪化し、2004年9月13日、東京地裁に自己破産を申し立てし、受理され自主廃業となった。

## 備考
特撮番組『ウルトラマン』の科学特捜隊や『ウルトラセブン』のウルトラ警備隊の専用ヘルメットの撮影プロップには、放映当時クノー工業が市販していたオートバイ用のヘルメット（フジペンギンシリーズ・品番KH-5C）がベースとして使われていた。1990年、俳優の京本政樹が、雑誌『宇宙船』の企画でこれらのプロップを再現する際、すでにこのヘルメットが生産中止となっていたため、クノー工業のスタッフが当時の図面を基に作った同じヘルメットがベースとして提供された。このとき製作されたウルトラ警備隊ヘルメットのレプリカモデルは、円谷プロダクションの承認を得て、ホビーショップ「M1号」から100個限定で販売されたが、生産数が極めて少なかったこともあり、発売価格が8万円のところが、20万円近くの値がついたこともある。このほか『帰ってきたウルトラマン』のMATチームのヘルメットには、シールド部分にのみクノー工業の製品が流用されていた。